# Ethan Pinnock
Ethan Rupert Pinnock (Lambeth, 29 mei 1993) is een professioneel voetballer die bij voorkeur als centrale verdediger speelt. Hij verruilde Barnsley in 2019 voor Brentford. Hij is geboren in Engeland en speelt speelt sinds 2021 voor het nationale team van Jamaica.

## Clubcarrière

### Dulwich Hamlet
Pinnock begon zijn carrière als linksbuiten en linksback  en speelde van zijn negende tot zijn vijftiende in de jeugdopleiding van Millwall. Na periodes bij Fisher Athletic London, AFC Wimbledon en Glebe, ging Pinnock voetballen in de jeugdopleiding van de Isthmian League-club Dulwich Hamlet. Een groeispurt leidde ertoe dat Pinnock tijdens zijn tijd bij de club werd omgevormd tot centrale verdediger.
In het seizoen 2014-15 werd Pinnock aanvoerder van Dulwich Hamlet en een steunpilaar van het team.  Hij maakte deel uit van het team dat in 2012-13 de Division One South won en won de prijs voor Speler van het Jaar van de club in 2014-15 en 2015-16.  Pinnock vertrok in juni 2016 bij Dulwich Hamlet, en kwam tot 195 wedstrijden en 12 doelpunten voor de club.

### Forest Green Rovers
Op 21 juni 2016 tekende Pinnock een contract voor twee jaar bij de National League-club Forest Green Rovers. Hij speelde 45 wedstrijden en scoorde drie doelpunten in zijn eerste seizoen, waarin hij de play-offs van de National League won en de club voor het eerst in de geschiedenis promoveerde naar de EFL. Pinnock verliet de club in juni 2017.

### Barnsley
Op 30 juni 2017 tekende Pinnock een contract voor drie jaar met Championship-club Barnsley, naar verluidt voor 'meer dan £ 1 miljoen', plus extra's. Zijn voormalige club Dulwich Hamlet kreeg een doorverkoopprijs van £100.000. Tijdens de eerste helft van het seizoen 2017-18 stond Pinnock onderaan de pikorde, maar door blessures kon Pinnock in december 2017 en januari 2018 toch in de basisopstelling doorbreken. Hij scoorde zijn eerste twee doelpunten voor de club in competitiewedstrijden tegen Reading en Sunderland. Pinnock beëindigde een door blessures geplaagd seizoen 2017-18 met vijftien optredens en degradeerde met de club naar de League One. 
Pinnock miste slechts twee wedstrijden in alle competities tijdens het seizoen 2018-19 en hielp de Tykes aan automatische promotie terug naar de Championship. Hij won de prijs voor Speler van het Jaar van de club en werd opgenomen in de selecties van de PFA en EFL League One voor Team van het Jaar. Pinnock vertrok op 2 juli 2019 bij Oakwell, nadat hij 67 wedstrijden had gespeeld en drie doelpunten had gescoord voor Barnsley.

### Brentford
Op 2 juli 2019 tekende Pinnock een contract voor drie jaar bij Championship-club Brentford, met de optie voor nog een jaar, voor naar verluidt £3 miljoen. Hij verving Julian Jeanvier en brak in november 2019 door in het team naast Pontus Jansson en zijn prestaties na de seizoensstart in juni en juli 2020 leverden hem een nominatie op voor de PFA Fans' Player of the Month-prijs.    Pinnock speelde 40 wedstrijden en scoorde twee doelpunten tijdens het seizoen 2019-20, dat eindigde met een nederlaag in de finale van de Championship play-offs van 2020. 
Op 10 november tekende Pinnock een nieuw contract voor vijf seizoenen bij Brentford. Hij speelde 48 wedstrijden en scoorde twee goals in het seizoen 2020–21 dat eindigde met promotie naar de  Premier League. Hij werd benoemd in het PFA Championship Team van het Jaar.
Pinnock begon het Premier League-seizoen 2021-22 als basisspeler  en scoorde zijn enige doelpunt van het seizoen in een 3-3 gelijkspel tegen Liverpool op 25 september 2021. Pinnock speelde vrijwel altijd, totdat hij tijdens zijn 35'ste optreden een hamstringblessure opliep die hem de rest van het seizoen zou kosten, tijdens een 2-1 overwinning op Watford op 16 april 2022.  Een knieblessure die Pinnock in juli 2022 opliep, zorgde ervoor dat hij de hele voorbereiding op het seizoen 2022-23 en de eerste twee maanden van het reguliere seizoen miste.   Hij speelde 31 wedstrijden en scoorde drie doelpunten tijdens een seizoen waarin Brentford op de laatste speelronde nog in de race was voor een plek in Europa. Aan de vooravond van de laatste wedstrijd van het seizoen 2022-23 tekende Pinnock een nieuw vierjarig contract. 
Voordat hij twee maanden afwezig was vanwege een enkelblessure die hij medio februari 2024 opliep,   was Pinnock in 23 van de 24 competitiewedstrijden van Brentford tot dan toe begonnen. Hij sloot 2023 af als de Premier League-speler met de meeste gewonnen luchtduels en meeste clearances.  Pinnock sloot het seizoen 2023-2024 af met 31 optredens, twee doelpunten en zijn prestaties werden erkend met de Brentford Supporters' Player of the Year -prijs. 

## Clubstatistieken
| Seizoen | Club                | Competitie      | Competitie | Competitie | Beker | Beker | Overig | Overig | Totaal | Totaal |
| Seizoen | Club                | Competitie      | Wed.       | Dlp.       | Wed.  | Dlp.  | Dlp.   | Dlp.   | Wed.   | Dlp.   |
| ------- | ------------------- | --------------- | ---------- | ---------- | ----- | ----- | ------ | ------ | ------ | ------ |
| 2016/17 | Forest Green Rovers | National League | 37         | 3          | 0     | 0     | 3      | 0      | 40     | 3      |
| 2017/18 | Barnsley            | Championship    | 12         | 2          | 3     | 0     | –      | –      | 15     | 2      |
| 2018/19 | Barnsley            | League One      | 46         | 1          | 6     | 0     | –      | –      | 52     | 1      |
| 2019/20 | Brentford           | Championship    | 36         | 2          | 1     | 0     | 3      | 0      | 40     | 2      |
| 2020/21 | Brentford           | Championship    | 39         | 1          | 6     | 1     | 3      | 0      | 48     | 2      |
| 2021/22 | Brentford           | Premier League  | 32         | 1          | 3     | 0     | –      | –      | 35     | 1      |
| 2022/23 | Brentford           | Premier League  | 30         | 3          | 1     | 0     | –      | –      | 31     | 3      |
| 2023/24 | Brentford           | Premier League  | 29         | 2          | 2     | 0     | –      | –      | 31     | 2      |
| 2024/25 | Brentford           | Premier League  | 16         | 2          | 1     | 0     | –      | –      | 17     | 2      |
| Totaal  | Totaal              | Totaal          | 277        | 17         | 23    | 1     | 9      | 0      | 309    | 18     |

## Interlandcarrière
In oktober 2016 werd Pinnock opgeroepen voor Engeland C en won hij zijn enige interland in een 2-1 overwinning op Estland -23 in november 2016. In maart 2021 was Pinnock een van de zes in Engeland geboren spelers die voor het eerst werden opgeroepen voor het nationale team van Jamaica voor een vriendschappelijke wedstrijd tegen de Verenigde Staten. Hij speelde de eerste 64 minuten van de 4-1 nederlaag.  In juni 2021 werd Pinnock genoemd in de voorlopige selectie van Jamaica voor de Gold Cup 2021, maar hij werd niet opgenomen in de definitieve selectie.  Pinnock werd genoemd in de Jamaicaanse Gold Cup-selectie van 2023, maar hij reisde niet mee naar het toernooi.  Pinnock werd opgenomen in de selectie van Jamaica voor de Copa América 2024 en startte in elke groepsfasewedstrijd voordat het team werd uitgeschakeld in het toernooi. 

## Privé
Pinnock is van Jamaicaanse afkomst van vaderskant en groeide op in Thornton Heath.   Zijn oudere broer Sol en neef Nyron Nosworthy werden ook voetballers. Pinnock volgde de Shirley High School, Reigate College en studeerde in 2015 af met een 2:1 in lichamelijke opvoeding aan de Universiteit van Greenwich. Voordat hij in 2016 naar Forest Green Rovers overstapte, werkte Pinnock voor een sportcoachingbedrijf.

## Prijzen
Dulwich Hamlet
- Isthmian League Divisie 1 Zuid: 2012–13 [42]

Forest Green Rovers
- Play-offs van de Nationale Liga: 2017 [43]

Brentford
- Play-offs voor het EFL-kampioenschap : 2021

Individueel
- Dulwich Hamlet Supporters Speler van het Jaar: 2014–15
- Speler van het jaar van Dulwich Hamlet: 2014–15, 2015–16
- Barnsley Speler van het Jaar: 2018–19
- Barnsley Speler van de Maand: December 2018 [44]
- Brentford Supporters' Speler van het Jaar : 2023–24
- PFA EFL League One Team van het Jaar : 2018–19
- EFL League One Team van het Jaar: 2018–19
- PFA EFL Championship Team van het Jaar : 2020–21 [45]